# Jean-Claude Schneider
Pour les articles homonymes, voir Schneider.
Jean-Claude Schneider, né le 2 avril 1936 à Paris, est un poète et traducteur français.

## Biographie
Après une scolarité au lycée Condorcet, où il fait la connaissance du poète André Bellivier, son professeur de mathématiques, traducteur de Rilke et de Trakl, Jean-Claude Schneider fait des études d’allemand et de linguistique à la Sorbonne, suivies d’un séjour à l’université de Heidelberg. Jusqu’en 1996, il enseigne la langue allemande.
En 1958, il publie ses premiers poèmes dans la revue Mercure de France, et se lie d'amitié avec Armel Guerne. 
En 1964-1965, il travaille à des notes de lecture, des traductions, des poèmes publiés au Mercure de France (avec Claude Esteban autour d’Yves Bonnefoy et André du Bouchet). Il se lie d'amitié avec Roger Giroux, Henri Thomas, Georges Perros. Il publie dans Preuves.
Il est chargé par Marcel Arland, de 1965 à 1972, de la recension des livres allemands à La Nouvelle Revue française. Il rencontre à plusieurs reprises Paul Celan, dont il a été un des premiers traducteurs. Il publie des poèmes en revue : Les Cahiers du Sud (1965), La Nouvelle Revue française (1967, 1968, 1970) ; et Un doigt de craie dans la collection « Manuscrits » d’Encres vives. 
De 1973 à 1981, il est secrétaire de rédaction de la revue Argile. Vers 1975, il s'arrête d'écrire une dizaine d'années. Il apprend le russe et le violoncelle ; il fait plusieurs voyages dans les déserts. 
À partir de 1985, il renoue avec l’écriture, publie de nombreux poèmes, traductions et essais dans des revues : Preuves, LVII, L’Éphémère, Argile, L’Ire des Vents, Poésie, Le Nouveau Recueil, Scherzo, Le Mâche-Laurier, La Rivière échappée, Limon, Théodore Balmoral, exit, Rehauts, N 47 28, Moriturus, Gare maritime, L’Atelier contemporain. Il intervient dans divers colloques : « Rencontres Tal-Coat » au domaine de Kerguéhennec (2011), « Présence d’André du Bouchet » au colloque de Cerisy (2012).
Il entretient un intime compagnonnage, à partir de 1965, avec le peintre Jean Bazaine et avec Claude Esteban.

## Prix
- 1977 : Prix Langlois de l’Académie française pour la traduction de la Correspondance complète de Kleist.
- 2014 : Grand prix international de poésie Guillevic - Ville de Saint Malo.
- 2018 : Prix Nelly Sachs de traduction poétique pour les Poèmes complets d'Ossip Mandelstam.
- 2019 : Prix Jules-Janin de l'Académie française pour la traduction des Œuvres complètes d'Ossip Mandelstam.

## Commentaire
Son écriture, « hantée par l’eau, le bruit d’eau des remous de la mémoire et de la langue », « semble résumer toutes les tensions et tous les paradoxes sans doute jusqu’ici insuffisamment médités de notre modernité » et « cherche ce qui doit se parler au plus juste, dans le frottement des mots au monde et à son époque » en se concentrant sur les limites de la parole : parler de l’Horreur, qui ne peut se dire (ou de la peinture, qui se passe de langue.

## Œuvres

### Poésie
- Le papier, la distance, Fata Morgana, 1969
- Un doigt de craie, collection « Manuscrits » d’Encres Vives, 1970
- À travers la durée, Fata Morgana, 1975
- Lamento, Flammarion, 1987
- Là, respirant, sur le chemin qui nous reste, Atelier La Feugraie, 1987
- Un jour, énervement, Atelier La Feugraie, 1989
- L’effacement du nom, Hôtel Continental, 1990
- Dans le tremblement, Flammarion, 1992
- Bruit d’eau, Deyrolle, 1993
- Paroles sous l’océan, Atelier La Feugraie, 1993
- Ici : sous leurs pas, Hôtel continental, 1995
- Membres luisant dans l’ombre, Fourbis, 1997
- Courants, Atelier La Feugraie, 1997
- Eux, l’horizon, La Lettre volée, 1998
- Sentes dans le temps, Apogée 2001
- Si je t’oublie, la terre, La Lettre volée, 2005
- Leçons de lumière, Atelier La Feugraie, 2006
- Corde, Apogée, 2007
- Là qui reste, Fissile 2012
- Vertical, La Lettre Volée, 2016

### Prose et essais
- Dans le désert, des voix, Séquences, 1993
- Habiter la lumière, Regards sur la peinture de Jean Bazaine, Deyrolle, 1994
- Les chemins de la vue, Deyrolle, 1996
- Ce qui bruit d’entre les mots, La Lettre volée 1998
- Entretien sur Celan, Apogée 2002
- La peinture et son ombre, L'Atelier contemporain, 2015

Certains de ces ouvrages ont été publiés en tant que livre d’artiste, ou avec un tirage de tête comprenant des gravures, lithographies et empreintes d’ardoise, réalisés par Jean Bazaine, Raoul Ubac, Colette Brunschwig, Maria Sepiol, Gilles du Bouchet, Sophie Curtil, Robert Maggiani, Guy Malabry, Marie Alloy, Jacky Essirard et Lawand.

### Traductions
- Parmi les livres traduits de l’allemand : Peter Härtling, Erich Fried, Hofmannsthal (La Lettre de Lord Chandos, Lettres du voyageur à son retour), Trakl (Œuvres complètes, en collaboration avec Marc Petit), Brentano, Arnim, Büchner, Kleist (Correspondance complète, Sur le théâtre de marionnettes, De l’élaboration progressive des pensées dans le discours), Hölderlin (La Mort d’Empédocle), Bobrowski (recueils de poèmes et récits en prose), Meister, Robert Walser (Sur quelques-uns et sur lui-même).
- Traductions du russe : Mandelstam (Choix de poèmes avec Philippe Jaccottet, Entretien sur Dante, Le Bruit du temps, La Quatrième prose)
- Œuvres complètes d'Ossip Mandelstam : Traduction du russe, édition et présentation. Co-Edition Le Bruit du Temps / La Dogana. 2 volumes de 790 et 730 pages. 2018